# العلاقات الجامايكية الدومينيكانية
العلاقات الجامايكية الدومينيكانية هي العلاقات الثنائية التي تجمع بين جامايكا وجمهورية الدومينيكان.

## مقارنة بين البلدين
هذه مقارنة عامة ومرجعية للدولتين:
| وجه المقارنة                                              | جامايكا       | جمهورية الدومينيكان |
| --------------------------------------------------------- | ------------- | ------------------- |
| المساحة (كم2)                                             | 10.99 ألف     | 48.67 ألف           |
| عدد السكان (نسمة)                                         | 2.95 مليون    | 10.40 مليون         |
| الكثافة السكانية (ن./كم²)                                 | 268.43        | 213.68              |
| العاصمة                                                   | كينغستون      | سانتو دومينغو       |
| اللغة الرسمية                                             | لغة إنجليزية  | اللغة الإسبانية     |
| العملة                                                    | دولار جامايكي | بيزو دومنيكاني      |
| الناتج المحلي الإجمالي (بليون دولار)                      | 14.77 مليار   | 75.93 مليار         |
| الناتج المحلي الإجمالي (تعادل القوة الشرائية) بليون دولار | 24.79 مليار   | 149.89 مليار        |
| الناتج المحلي الإجمالي الاسمي للفرد دولار أمريكي          | 5.23 ألف      | 6.47 ألف            |
| الناتج المحلي الإجمالي للفرد دولار أمريكي                 | 8.88 ألف      | 13.26 ألف           |
| مؤشر التنمية البشرية                                      | 0.719         | 0.715               |
| رمز المكالمات الدولي                                      | +1876         | +1809، +1829، +1849 |
| رمز الإنترنت                                              | .jm           | .do                 |
| المنطقة الزمنية                                           | 00            | 00                  |

## منظمات دولية مشتركة
يشترك البلدان في عضوية مجموعة من المنظمات الدولية، منها:
| علم المنظمة | اسم المنظمة                                                          | تاريخ انضمام جامايكا | تاريخ انضمام جمهورية الدومينيكان |
| ----------- | -------------------------------------------------------------------- | -------------------- | -------------------------------- |
|             | تحالف الدول الجزرية الصغيرة                                          | ?                    | ?                                |
|             | وكالة حظر الأسلحة النووية في أمريكا اللاتينية ومنطقة البحر الكاريبي ‏ | ?                    | ?                                |
|             | المنظمة الهيدروغرافية الدولية                                        | ?                    | ?                                |
|             | الاتحاد البريدي العالمي                                              | ?                    | ?                                |
|             | يونسكو                                                               | 7 نوفمبر 1962        | 4 نوفمبر 1946                    |
|             | البنك الدولي للإنشاء والتعمير                                        | 21 فبراير 1963       | 18 سبتمبر 1961                   |
|             | منظمة التجارة العالمية                                               | ?                    | ?                                |
|             | وكالة ضمان الاستثمار متعدد الأطراف                                   | 12 أبريل 1988        | 7 مارس 1997                      |
|             | منظمة الشرطة الجنائية الدولية                                        | ?                    | ?                                |
|             | مؤسسة التمويل الدولية                                                | 31 مارس 1964         | 31 أكتوبر 1961                   |
|             | الأمم المتحدة                                                        | 18 سبتمبر 1962       | 24 أكتوبر 1945                   |
|             | مجموعة دول أفريقيا والكاريبي والمحيط الهادئ                          | ?                    | ?                                |
|             | منظمة حظر الأسلحة الكيميائية                                         | ?                    | ?                                |

## وصلات خارجية
- موقع وزارة الخارجية الجامايكية